# 44. lehký motorizovaný prapor

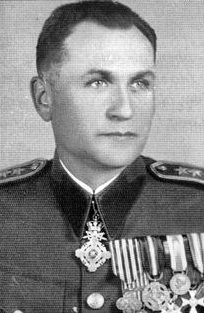
Plukovník generálního štábu Josef Eret

44. lehký motorizovaný prapor „Generála Josefa Ereta“ sídlící v Jindřichově Hradci je součástí 4. brigády rychlého nasazení (4. BRN) Armády České republiky. Organizační jádro praporu vzniklo pod velením podplukovníka Romana Náhončíka 1. dubna 2008 (prapor zahájil činnost 1. října 2008) a nahradil svého předchůdce, 153. záchranný prapor Jindřichův Hradec.

## Úkoly a nasazení
Hlavním úkolem jednotky je zejména doprovod konvojů, boj v zastavěných oblastech a boj v horách. Ve výzbroji praporu se nacházejí vozidla Tatra T810, Iveco LMV a také několik vozidel Pandur II.
Za dobu své dosavadní existence se mnoho příslušníků vystřídalo v zahraničních misích v Afghánistánu - Provinční rekonstrukční tým, OMLT (Operational Mentoring and Liaison Team, Operační výcvikový a styčný tým), MAT (Military Advisory Team, Vojenský poradní tým), nebo také v 7. ÚU EUTM – Mali (European union training mission).

## Historie
44. lehký motorizovaný prapor navazuje na historickou tradici pěších útvarů v Jinřichově Hradci, tedy na 75. pěší pluk hraběte Grenevila z doby monarchie, který ve městě působil od roku 1886 a na něj navazující pěší pluk 29 „plukovníka Josefa Jiřího Švece“. Ten byl po 2. větové válce obnoven a od prezidenta Edvarda Beneše obdržel označení "Zborovský". Následně byl 29. střelecký pluk přečíslován nejprve na 53. střelecký pluk a roku 1958 na 7. motostřelecký pluk. Od září 1960 existoval jakožto 7. Fatranský tankový pluk "Jana Žižky z Trocnova". V rámci redukce Československé armády z něj byl roce 1990 vytvořen 7. sklad tankového materiálu.
Jeho transformací vznikl o dva roky později 12. vojenský záchranný pluk Civilní obrany. Postupnou sérií reorganizací a přečíslováním přešel útvar koncem roku 2003 do podřízenosti 15. ženijní záchranné brigády a dne 1.4. 2004 byla do té doby existující 72. záchranná a výcviková základna zreorganizována a přejmenována na 153. záchranný prapor.
Prapor vznikl transformací 153. záchranného praporu z jehož příslušníků byly v roce 2008 vytvořeny velitelská rota a rota logistiky. Velitelské kádry pěších rot a roty zbraní tvořili převážně příslušníci 4. brigády rychlého nasazení. V době vytvoření se jednalo o lehký pěší útvar, který k přepravě používal vozidla Tatra 810. Kromě nově určené funkce jakožto bojového praporu si jednotka zachovala i funkci výstavby takzvané humanitární základny s kapacitou 450 osob.
V roce 2012 byly schopnosti praporu posíleny začleněním lehkých obrněných vozidel LMV Iveco ke dvěma pěším rotám a KBVP Pandur II k nově vytvořené mechanizované rotě.
Jednotka Aktivních záloh vznikla u útvaru v roce 2017 jakožto pěší rota. 
Roku 2020 došlo k organizační změně, kdy byla ze struktury praporu vyřazena vozidla Pandur a mechanizovaná rota byla spolu s pěšími rotami přeměněna na motorizovanou rotu vybavenou vozidly Iveco LMV. Stejně jako jiné jednotky AČR se i 44. prapor podílel na pomoci civilním složkám během pandemie covidu-19.
V roce 2022 došlo k objednání nových vozidel Pandur II pro budoucí přezbrojení a reorganizaci praporu z lehkého motorizovaného na mechanizovaný.

## Znak praporu
Na třešňově červeném, pětiúhelníkovém štítě s modro-žlutě (zlatě) polceným lemem jsou položeny dvě zkřížené pušky s nasazenými bodáky v přirozených barvách. Znak odkazuje barvou lemu na sídlo jednotky kde byla založena - tradiční posádkové město Jindřichův Hradec.
Zkříženými puškami (symbolicky podobnými československým puškám vz. 24) a barvou štítu (třešově červená - tradiční barva pěchoty) odkazuje znak na tradice pěších jednotek československé armády.

## Čestný název
Dne 29. dubna 2011 podepsal prezident České republiky Václav Klaus dekret, kterým se od 8. května 2011 propůjčil 44. lehkému motorizovanému praporu (44. lmpr.) 4. brigády rychlého nasazení v Jindřichově Hradci čestný název generála Josefa Ereta. Z rukou prezidenta Václava Klause převzal 8. května 2011 na Vítkově v Praze zástupce velitele 44. lmpr. praporovou stuhu, která je nedílnou součástí bojového praporu této jednotky. Dne 16. listopadu 2011 v Žižkových kasárnách v Jindřichově Hradci došlo k předání a svěcení bojového praporu 44. lehkého motorizovaného praporu generála Josefa Ereta. Slavnostní ceremonie se uskutečnila v bývalém sídle Pěšího pluku 29  „plukovníka Josefa Jiřího Švece“ v Jindřichově Hradci, jemuž plukovník Josef Eret v roce 1938 velel.

## Organizační struktura
Od roku 2020 se prapor skládá ze štábu a velitelské roty, tří motorizovaných rot s vozidly Iveco LMV, roty zbraní s granátomety AGS a 81mm minomety, roty logistiky, jednotky posádkové podpory a praporního obvaziště. K praporu je přičleněna i motorizovaná rota a četa zbraní aktivních záloh.